# Kabinetsformatie Nederland 1989

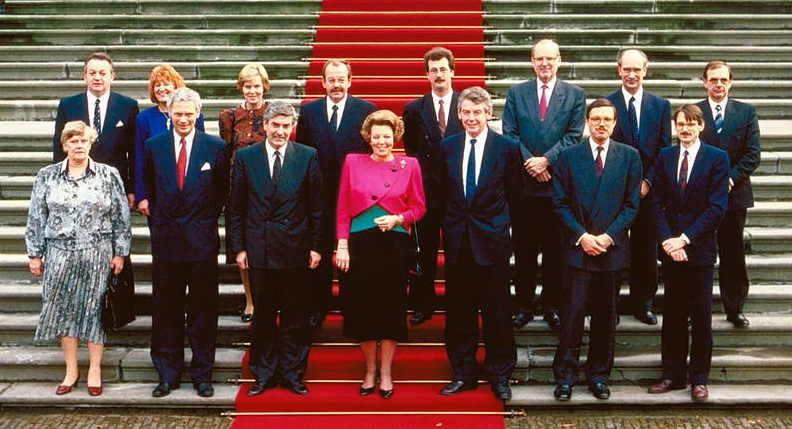
De bordesscène met in het midden vooraan koningin Beatrix en verder de ministers van het kabinet-Lubbers III

De Nederlandse kabinetsformatie van 1989 volgde op de Tweede Kamerverkiezingen van 6 september dat jaar en leidde tot het optreden van het kabinet-Lubbers III. De formatie duurde 62 dagen.

## Achtergrond

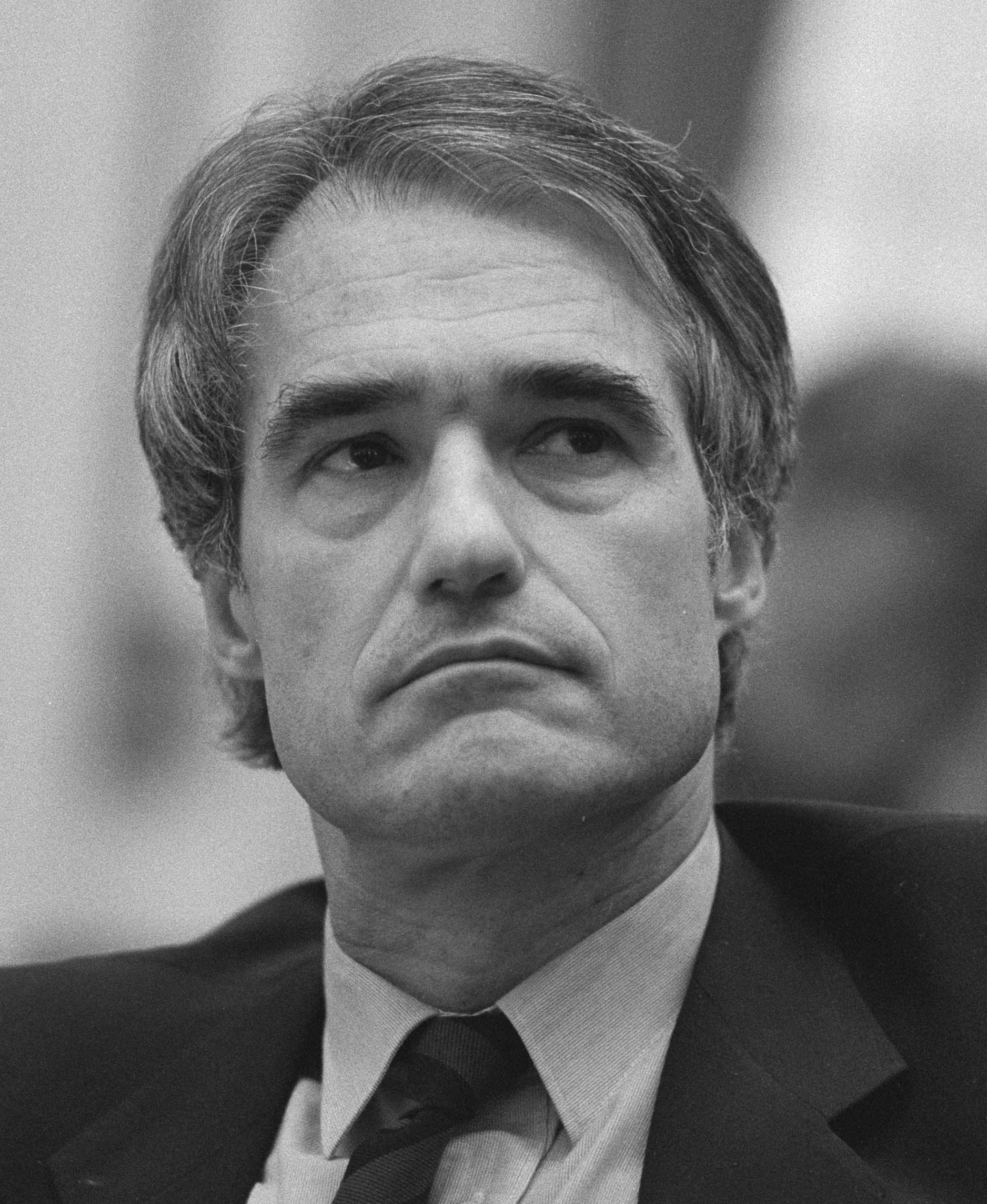
Rudolf de Korte

Het tweede Kabinet-Lubbers was op 3 mei 1989 gevallen na een aanvaring over het zogenoemde reiskostenforfait. De val van het kabinet volgde op een periode van toenemende animositeit tussen coalitiepartners CDA en VVD. De verhoudingen tussen beide partijen waren dan ook na de Tweede Kamerverkiezingen van 1986 ingrijpend veranderd. Het CDA was gegroeid, de VVD had negen zetels verloren. Dit leidde tot een zekere machtsonbalans in het kabinet, waarbij VVDers steeds meer de indruk kregen dat het CDA de partij was van "we rule this country". Daarnaast was er onrust binnen de VVD. Nadat Ed Nijpels als VVD-leider het veld had moeten ruimen, was Joris Voorhoeve aangetreden als fractievoorzitter. Hij deelde, in een zogenoemd "duolistische" verhouding het leiderschap van zijn partij met vicepremier Rudolf de Korte. Deze minister was al in 1986 openlijk in aanvaring gekomen met premier Ruud Lubbers, door openlijk afstand te nemen van een mogelijk staatsbezoek van koningin Beatrix aan Japan. Tijdens een Tweede Kamerdebat over deze kwestie had de premier verklaard dat de uitspraken van De Korte vielen in de categorie "eens maar nooit weer". Ook tussen De Korte en de overige ministers van het VVD smaldeel boterde het niet altijd.

### Tweede Kamerverkiezingen
De Tweede Kamerverkiezingen vonden dus plaats onder grote onzekerheid dat de samenwerking tussen CDA en VVD zou worden voortgezet. De uitslag van die verkiezingen maakte een voortzetting daarvan nog onwaarschijnlijker. Bij deze vervroegde verkiezingen handhaafde het CDA zijn positie als grootste partij. Net als in 1986 werden 54 zetels gehaald. De PvdA, voor het eerst geleid door Wim Kok, verloor drie zetels en kwam op 49. Winst was er voor D66 (van negen naar twaalf zetels) en voor het GPV (van één naar twee zetels). Het resultaat van de nieuwe combinatie GroenLinks bleef met zes zetels achter bij de verwachtingen. Flink verlies was er voor regeringspartij VVD (van 27 naar 22).

## Informateur De Koning

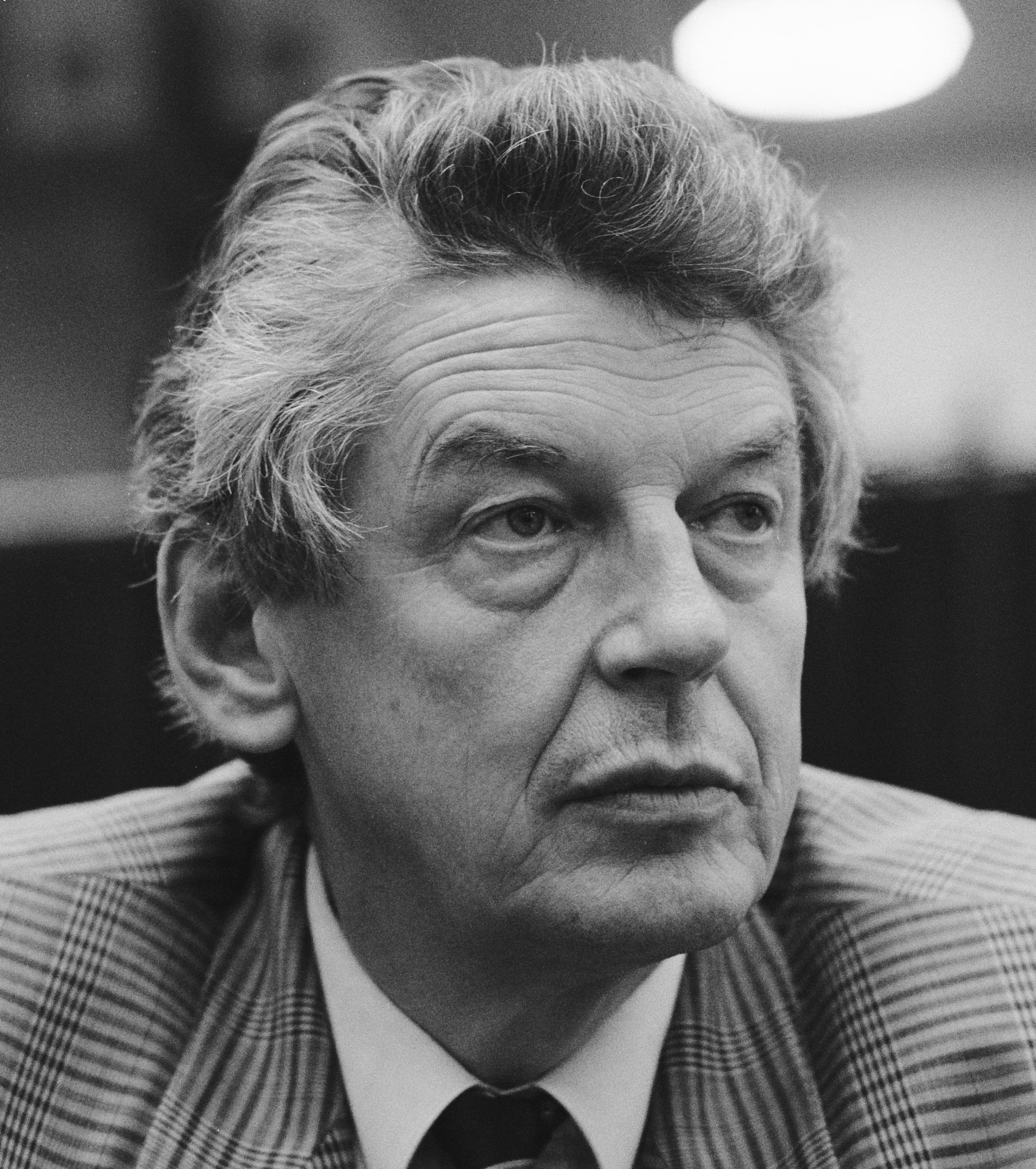
Wim Kok, PvdA-onderhandelaar en vicepremier in het kabinet-Lubbers III

Koningin Beatrix stelde CDA-prominent Jan de Koning aan als informateur. Hij krijgt de opdracht om een CDA-wens te onderzoeken: namelijk het voortzetten van de vorige coalitie met steun van D66. D66 had evenwel al voor de verkiezingen aangegeven alleen een centrumlinks kabinet te zullen ondersteunen. Zijn poging liep dus op niets uit. Hij adviseerde de koningin vervolgens om de mogelijkheid van een kabinet van CDA, PvdA en eventueel D66 te onderzoeken.

## Informateur Lubbers
Hiertoe werd Lubbers zelf aangesteld als informateur. Deze voelde niets voor deelname van D66 aan het kabinet (waarvoor het getalsmatig ook niet nodig was; CDA en PvdA bezetten gezamenlijk meer dan twee derde van de Kamerzetels). De partij van Hans van Mierlo werd dan ook de formatie uitgewerkt. De twee overgebleven partijen onderhandelden over de totstandkoming van een regeerprogram. Namens het CDA trad Bert de Vries op als onderhandelaar, namens de PvdA Wim Kok. Zij werden bijgestaan door respectievelijk Elco Brinkman en Thijs Wöltgens. Op 27 oktober werd een conceptregeerakkoord gesloten.

## Formateur Lubbers
Ruud Lubbers besteedde vervolgens nog twaalf dagen aan de samenstelling van de regeringsploeg, waarna het kabinet Lubbers/Kok op 7 november kon aantreden.